# Campeonato del Reino Unido de Ciclismo en Ruta

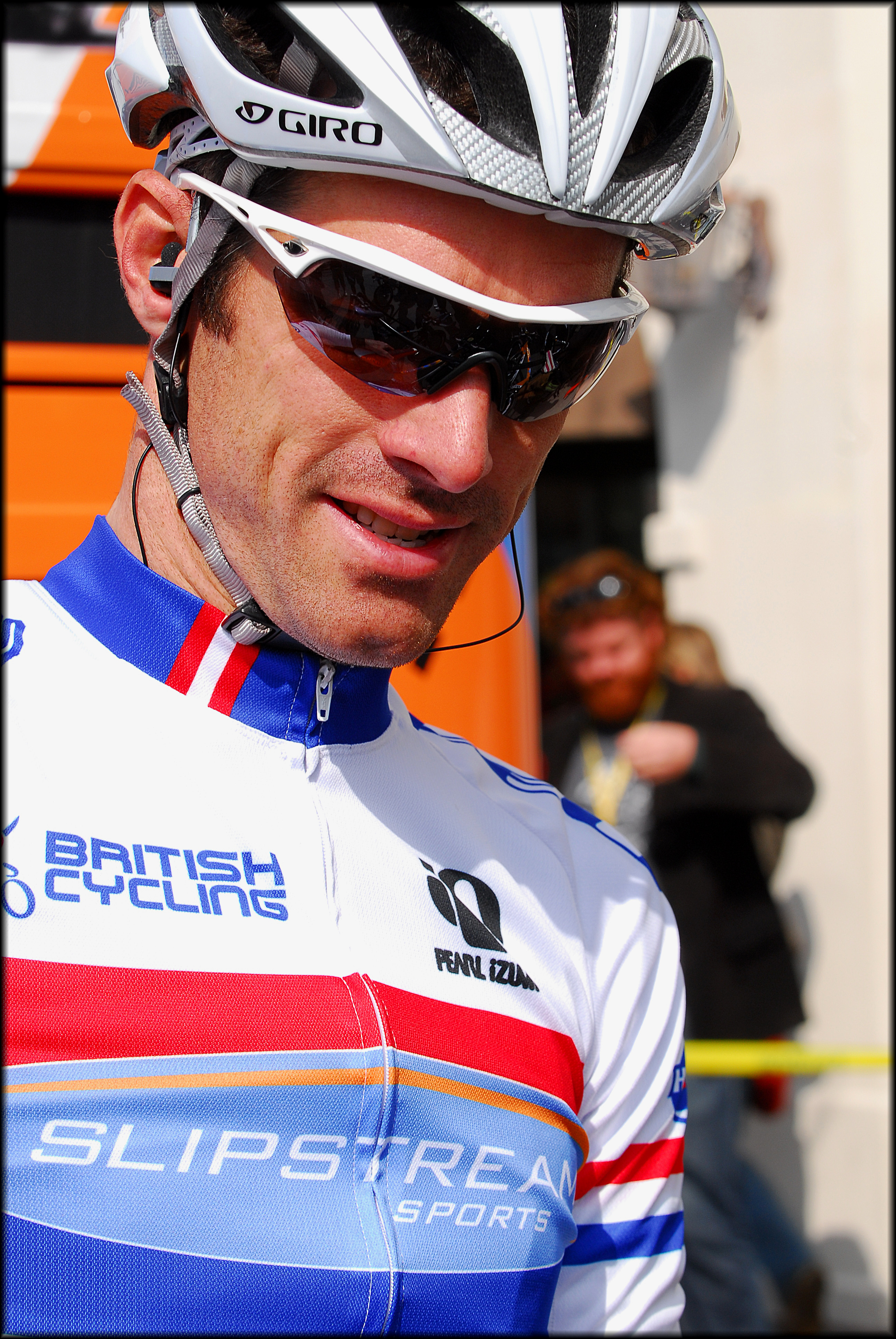
David Millar con el maillot de campeón de Gran Bretaña

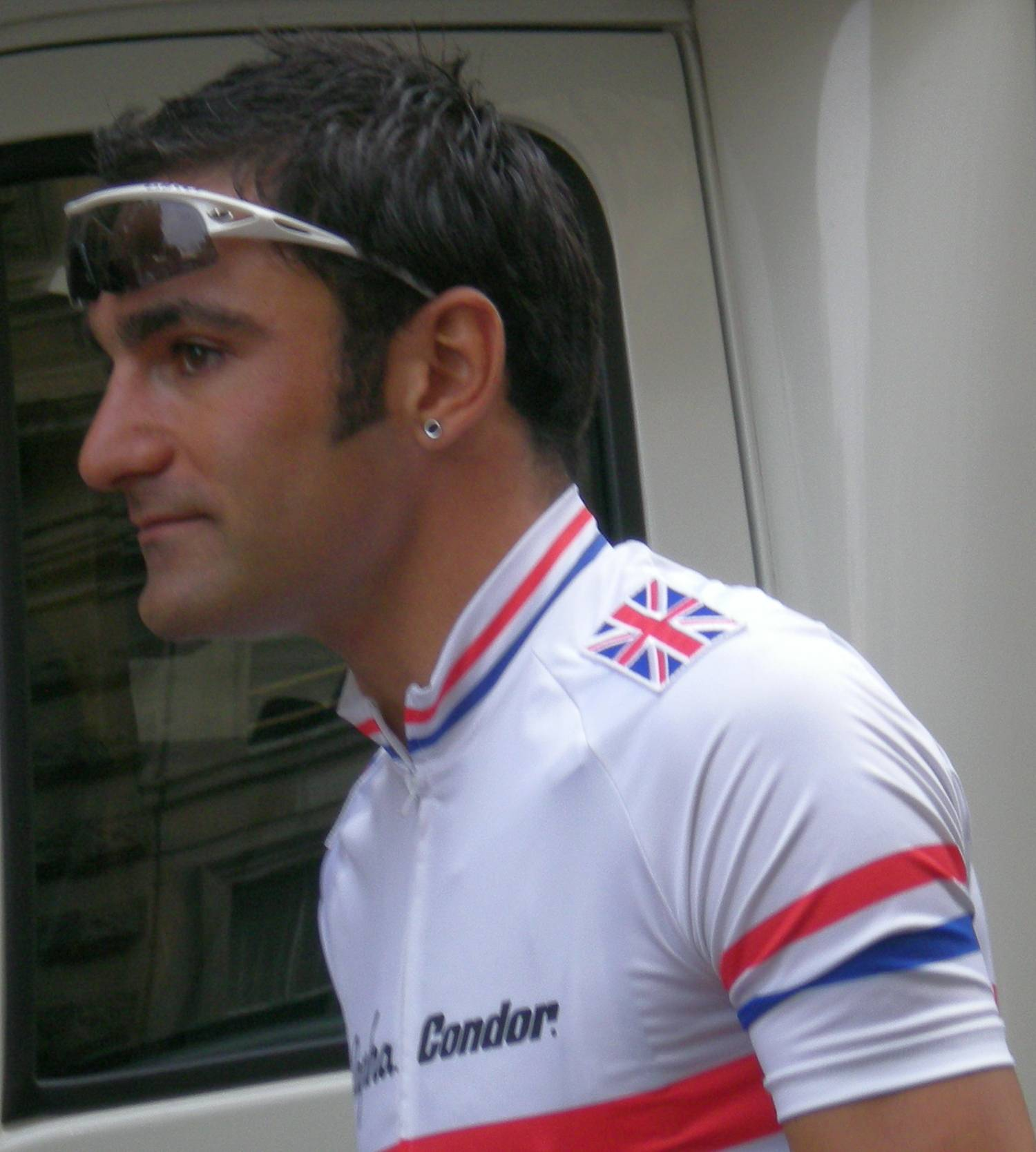
Kristian House campeón en 2009

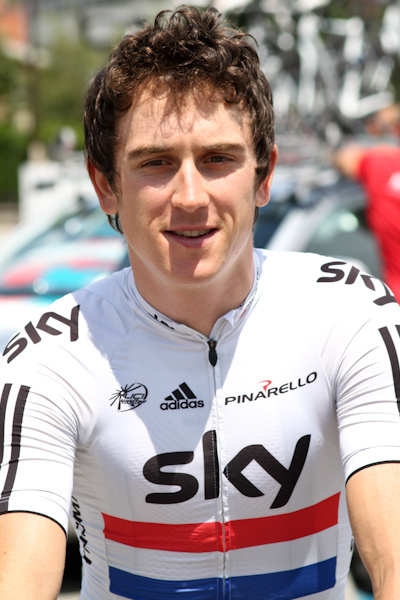
Geraint Thomas campeón de Gran Bretaña en 2010

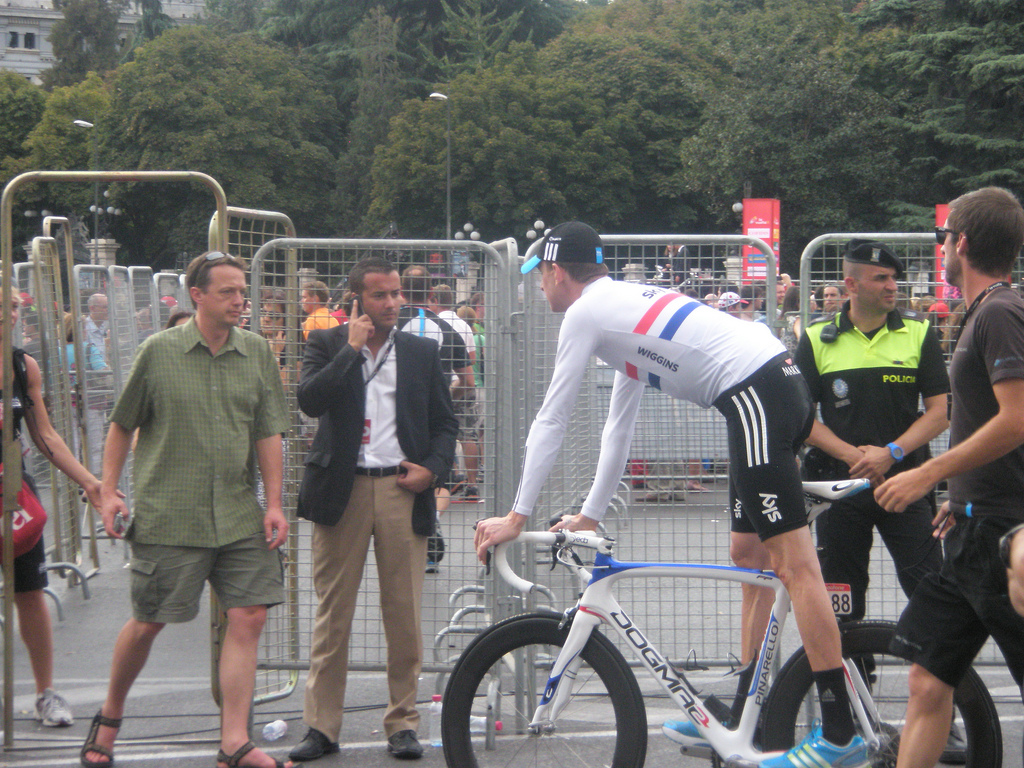
Bradley Wiggins campeón en 2011

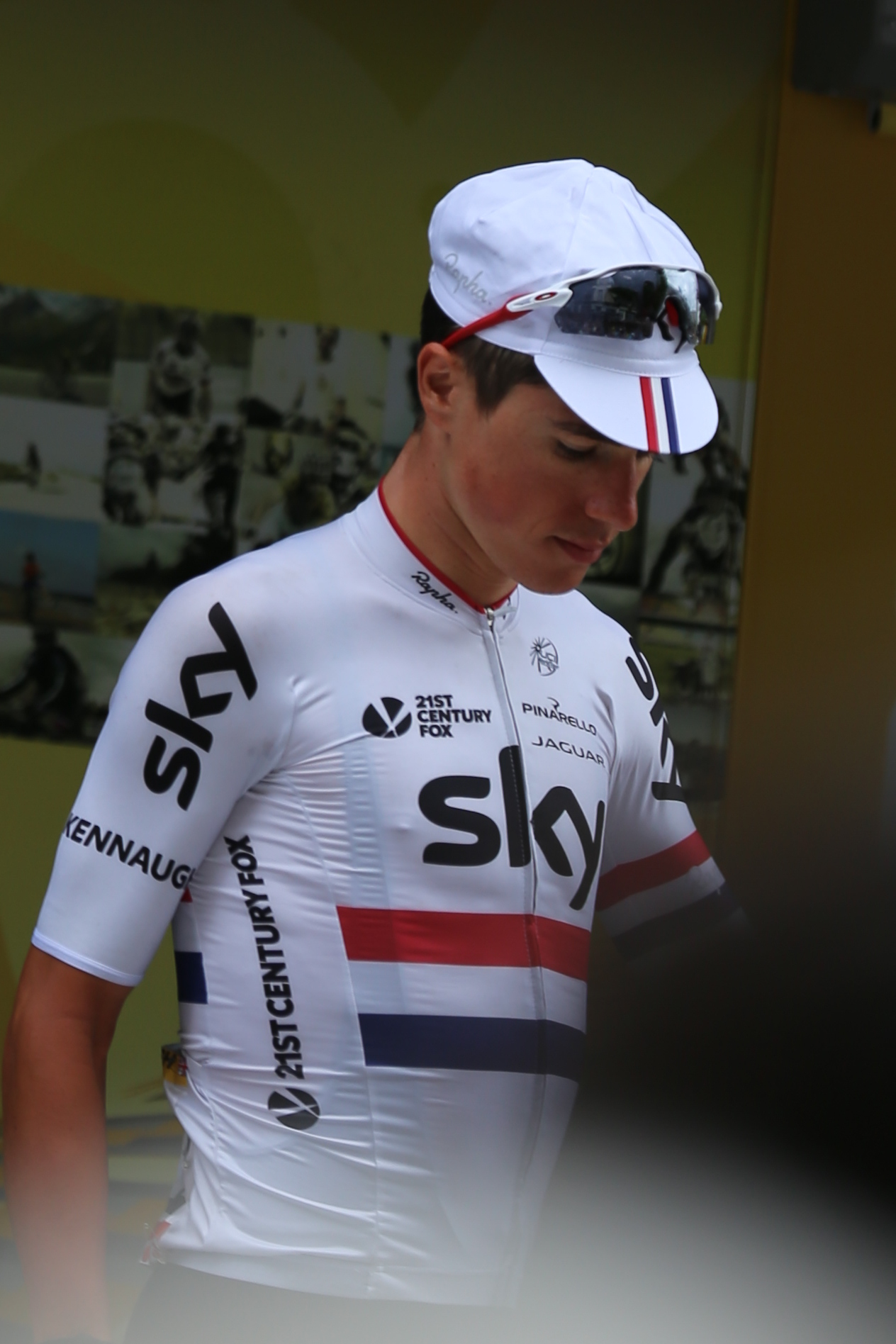
Peter Kennaugh campeón en 2014 y 2015.

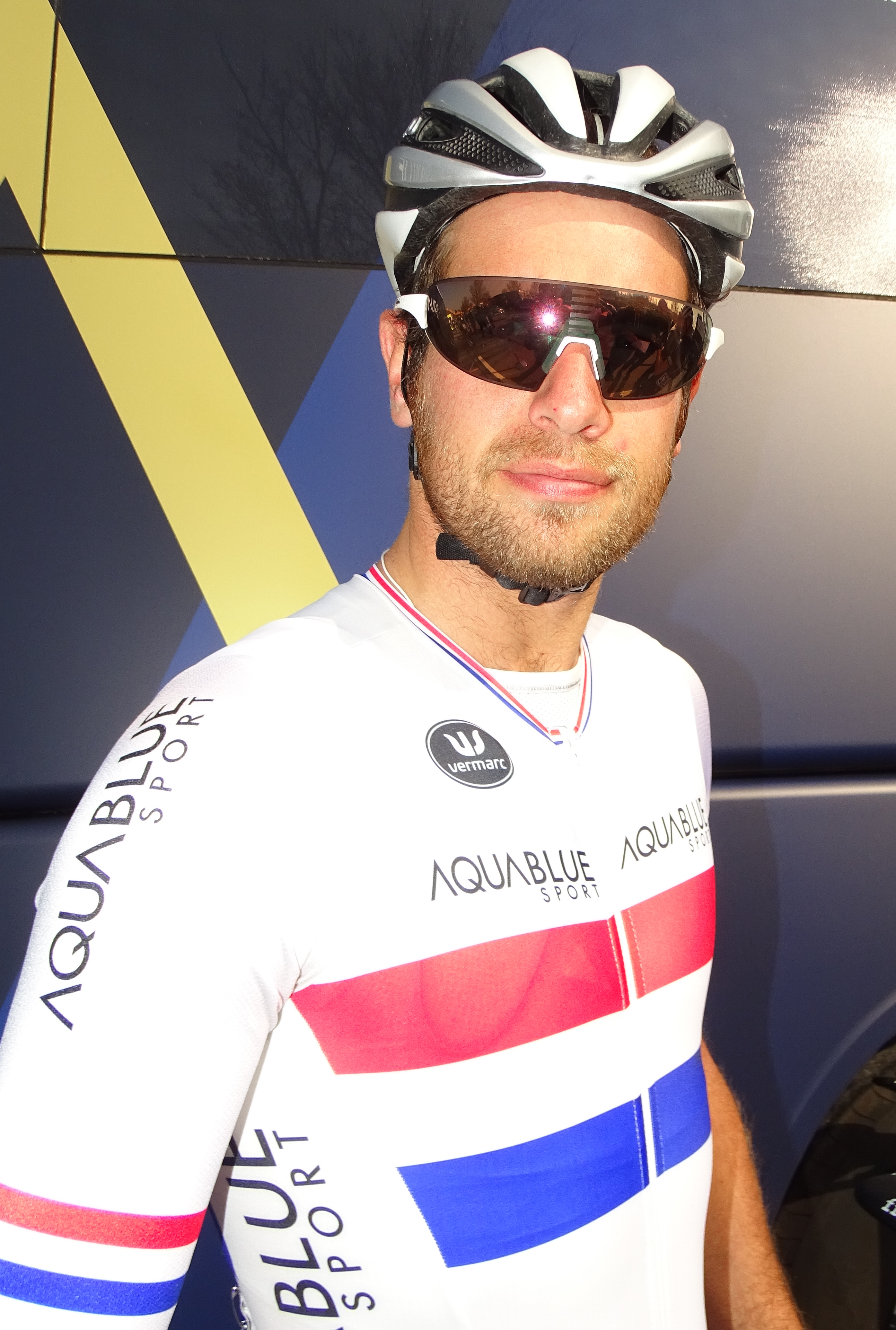
Adam Blythe campeón en 2016.

El Campeonato del Reino Unido de fondo en carretera es la carrera anual organizada para la otorgar el título de Campeón del Reino Unido. El ganador tiene derecho a llevar durante un año, el maillot con los colores de la bandera del Reino Unido, en cualquier prueba en Ruta. 
Este campeonato se disputa ininterrumpidamente desde 1946, a excepción del año 1960, que no se disputó.

## Palmarés
| Año  | Ganador                                      | Segundo             | Tercero              |
| 1946 | A.H. Clark                                   | -                   | -                    |
| 1947 | D. Jaggard                                   | -                   | -                    |
| 1948 | Harold Johnson                               | -                   | Ted Jones            |
| 1949 | Bob Thom                                     | Leonard West        | Mike Peers           |
| 1950 | Leonard West                                 | Ted Jones           | Ken Russell          |
| 1951 | Dave Bedwell                                 | Leslie Scales       | Bob Thom             |
| 1952 | Ian Steel                                    | Robert Maitland     | Gordon Thomas        |
| 1953 | Robert Maitland                              | Ian Steel           | Gordon Thomas        |
| 1954 | Arthur Isley                                 | Alfred Krebs        | Robert Maitland      |
| 1955 | Graham Vines                                 | Robert Maitland     | Ken Russell          |
| 1956 | Mike England                                 | -                   | -                    |
| 1957 | Brent Coe                                    | Richard Baltrop     | Brian Haskell        |
| 1958 | Ron Coe                                      | Brian Haskell       | Tom Oldfield         |
| 1959 | Ron Coe                                      | Owen Blower         | John Geddes          |
| 1960 | No disputado                                 | No disputado        | No disputado         |
| 1961 | Dave Bedwell                                 | Tony Mills          | Ron Jowers           |
| 1962 | John Harvey                                  | Dave Bedwell        | Ged Coles            |
| 1963 | Albert Hitchen                               | Ken Nuttall         | Alan Jacob           |
| 1964 | Keith Butler                                 | Albert Hitchen      | Ged Coles            |
| 1965 | Albert Hitchen                               | Mick Coupe          | Keith Butler         |
| 1966 | Dick Goodman                                 | Bernard Burns       | Roger Newton         |
| 1967 | Colin Lewis                                  | Peter Hill          | Arthur Metcalfe      |
| 1968 | Colin Lewis                                  | John Aslin          | Reg Smith            |
| 1969 | Bill Lawrie                                  | Dave Nie            | Mick Cowley          |
| 1970 | Les West                                     | Brian Jolly         | Colin Lewis          |
| 1971 | Danny Horton                                 | Sid Barras          | Albert Hitchen       |
| 1972 | Gary Crewe                                   | Les West            | Derek Harrison       |
| 1973 | Brian Jolly                                  | Les West            | Billy Bilsland       |
| 1974 | Keith Lambert                                | Billy Bilsland      | Phil Bayton          |
| 1975 | Les West                                     | Keith Lambert       | Danny Horton         |
| 1976 | Geoff Wiles                                  | Sid Barras          | Phil Corley          |
| 1977 | Phil Edwards                                 | Paul Medhurst       | Geoff Wiles          |
| 1978 | Phil Corley                                  | Bill Nickson        | Reg Smith            |
| 1979 | Sid Barras                                   | Barry Hoban         | Dudley Hayton        |
| 1980 | Keith Lambert                                | Bill Nickson        | Dudley Hayton        |
| 1981 | Bill Nickson                                 | Nigel Dean          | Graham Jones         |
| 1982 | John Herety                                  | Sean Yates          | Bill Nickson         |
| 1983 | Phil Thomas                                  | Keith Lambert       | Mick Morrison        |
| 1984 | Steve Joughin                                | Bill Nickson        | Malcolm Elliott      |
| 1985 | Ian Banbury                                  | Dudley Hayton       | Mark Bell            |
| 1986 | Mark Bell                                    | Adrian Timmis       | Steve Joughin        |
| 1987 | Paul Sherwen                                 | John Herety         | Jack Kershaw         |
| 1988 | Steve Joughin                                | Nick Barnes         | Chris Lillywhite     |
| 1989 | Tim Harris                                   | Mark Walsham        | Nick Barnes          |
| 1990 | Colin Sturgess                               | Ben Luckwell        | Harry Lodge          |
| 1991 | Brian Smith                                  | Keith Reynols       | Dave Rayner          |
| 1992 | Sean Yates                                   | Brian Smith         | Chris Walker         |
| 1993 | Malcolm Elliott                              | Brian Smith         | Shane Sutton         |
| 1994 | Brian Smith                                  | Malcolm Elliott     | Mark Walsham         |
| 1995 | Robert Millar                                | Chris Walker        | Chris Lillywhite     |
| 1996 | David Rand                                   | Andy Naylor         | David Cook           |
| 1997 | Jeremy Hunt                                  | Mark Walsham        | Matt Stephens        |
| 1998 | Matt Stephens                                | Roger Hammond       | Darren Barclay       |
| 1999 | John Tanner                                  | Kevin Dawson        | Russell Downing      |
| 2000 | John Tanner                                  | Jonny Clay          | David Millar         |
| 2001 | Jeremy Hunt                                  | Robert Hayles       | John Tanner          |
| 2002 | Julian Winn                                  | Tom Southam         | Jeremy Hunt          |
| 2003 | Roger Hammond                                | Jeremy Hunt         | Jamie Alberts        |
| 2004 | Roger Hammond                                | Tom Southam         | Jeremy Hunt          |
| 2005 | Russell Downing                              | Steve Cummings      | Yanto Barker         |
| 2006 | Hamish Haynes                                | Roger Hammond       | Geraint Thomas       |
| 2007 | David Millar                                 | Daniel Lloyd        | Hamish Haynes        |
| 2008 | Robert Hayles                                | Peter Kennaugh      | Dean Downing         |
| 2009 | Kristian House                               | Daniel Lloyd        | Peter Kennaugh       |
| 2010 | Geraint Thomas                               | Peter Kennaugh      | Ian Stannard         |
| 2011 | Bradley Wiggins                              | Geraint Thomas      | Peter Kennaugh       |
| 2012 | Ian Stannard                                 | Alex Dowsett        | Russell Hampton      |
| 2013 | Mark Cavendish                               | Ian Stannard        | David Millar         |
| 2014 | Peter Kennaugh                               | Ben Swift           | Simon Yates          |
| 2015 | Peter Kennaugh                               | Mark Cavendish      | Ian Stannard         |
| 2016 | Adam Blythe                                  | Mark Cavendish      | Andrew Fenn          |
| 2017 | Stephen Cummings                             | Christopher Lawless | Ian Bibby            |
| 2018 | Connor Swift                                 | Adam Blythe         | Owain Doull          |
| 2019 | Ben Swift                                    | Ian Stannard        | John Archibald       |
| 2020 | Cancelada debido a la situacion del COVID-19 |                     |                      |
| 2021 | Ben Swift                                    | Fred Wright         | Ethan Hayter         |
| 2022 | Mark Cavendish                               | Samuel Watson       | Alexander Richardson |
| 2023 | Fred Wright                                  | James Knox          | Stephen Williams     |
| 2024 | Ethan Hayter                                 | Lewis Askey         | Max Walker           |
| 2025 | Samuel Watson                                | Matthew Brennan     | Ethan Vernon         |

## Estadísticas

### Más victorias
| Ciclista       | Victorias | Años        |
| -------------- | --------- | ----------- |
| Dave Bedwell   | 2         | 1951 y 1961 |
| Ron Coe        | 2         | 1958 y 1959 |
| Albert Hitchen | 2         | 1963 y 1965 |
| Colin Lewis    | 2         | 1967 y 1968 |
| Les West       | 2         | 1970 y 1975 |
| Keith Lambert  | 2         | 1974 y 1980 |
| Steve Joughin  | 2         | 1984 y 1988 |
| Brian Smith    | 2         | 1991 y 1994 |
| Jeremy Hunt    | 2         | 1997 y 2001 |
| John Tanner    | 2         | 1999 y 2000 |
| Roger Hammond  | 2         | 2003 y 2004 |
| Peter Kennaugh | 2         | 2014 y 2015 |
| Ben Swift      | 2         | 2019 y 2021 |
| Mark Cavendish | 2         | 2013 y 2022 |